# Bella Center station
Bella Center station är en tunnelbanestation i stadsdelen Ørestad i Köpenhamn på linje M1 på Köpenhamns metro. Stationen ligger på en högbana väster om mäss- och kongresscentret Bella Center.

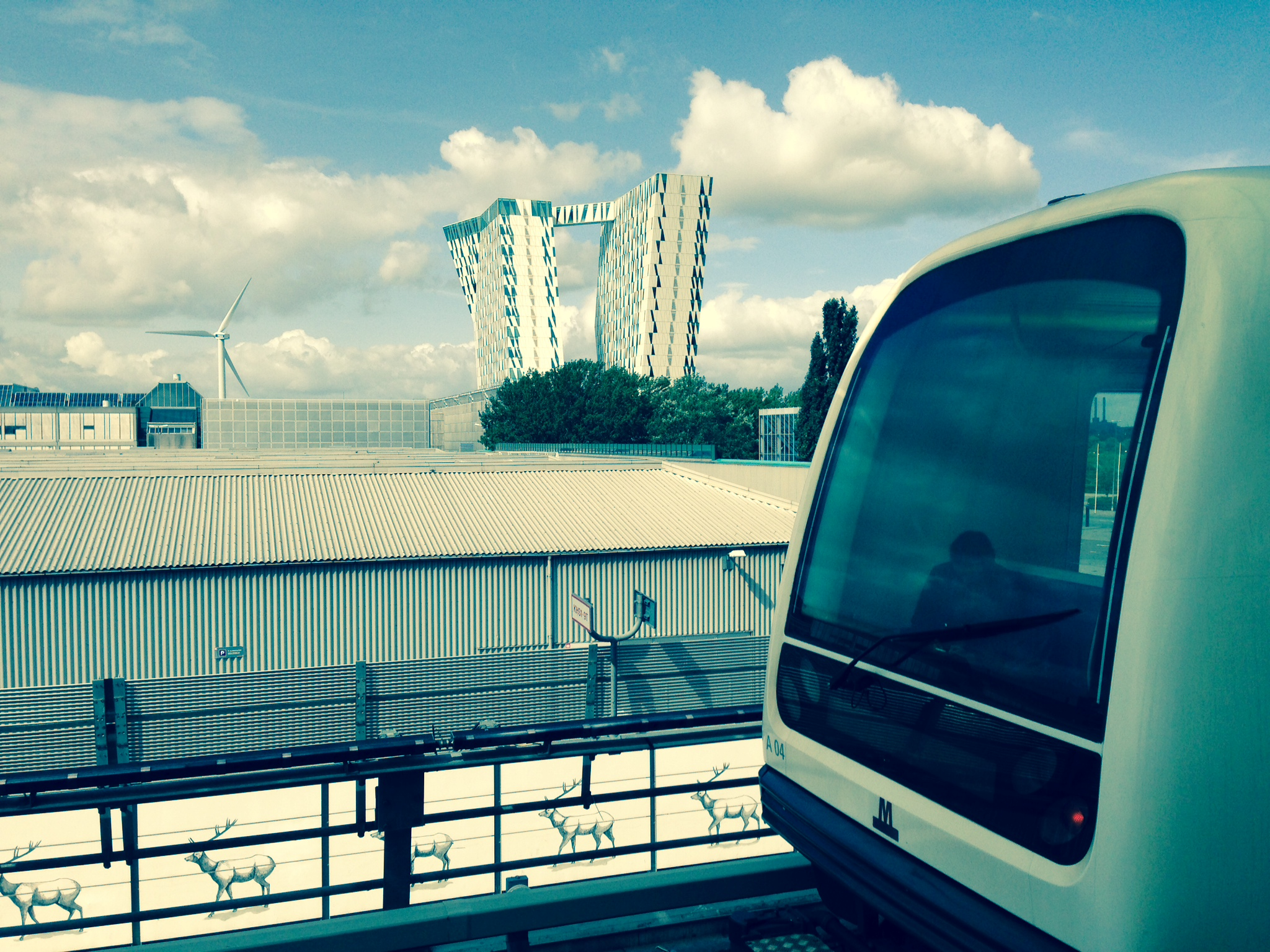
Metrotåg på Bella Center station med Bella Sky i bakgrunden.